# 세계 무역 센터의 입주자 목록 (1973년~2001년)
세계 무역 센터의 입주자 목록은 다음 7개 세계 무역 센터 빌딩의 입주자를 나열한 목록을 가리킨다. 3WTC(메리어트 월드 트레이드 센터)는 메리어트 호텔이 전 층을 사용하고 있었다.
- 1 월드 트레이드 센터 (1971년~2001년)#건물의 구성
- 2 월드 트레이드 센터 (1971년~2001년)#건물의 구성
- 3 월드 트레이드 센터 (9.11 테러 이전)#건물의 구성
- 4 월드 트레이드 센터 (1975년~2001년)#건물의 구성
- 5 월드 트레이드 센터 (1970년~2001년)#건물의 구성
- 6 월드 트레이드 센터#건물의 구성
- 7 월드 트레이드 센터 (1987년~2001년)#건물의 구성

## 같이 보기
- 세계 무역 센터